# Diplocentria changajensis
Diplocentria changajensis är en spindelart som beskrevs av Jörg Wunderlich 1995. Diplocentria changajensis ingår i släktet Diplocentria och familjen täckvävarspindlar.
Artens utbredningsområde är Mongoliet. Inga underarter finns listade i Catalogue of Life.